# S (EP)
S è il secondo EP della cantautrice statunitense SZA, pubblicato autonomamente, senza il supporto di nessuna casa discografica, il 10 aprile 2013.

## Antefatti
Dopo aver incontrato i membri dell'etichetta indipendente Top Dawg nel 2012, e pubblicato grazie al loro supporto il suo primo EP See.SZA.Run, dal maggio dell'anno successiva SZA ha iniziato a lavorare al suo nuovo EP. 
Nel giugno 2013 la Top Dawg dichiarò l'intenzione di voler scritturare due nuovi artisti, annunciando il 14 luglio la scritturazione di SZA.

## Descrizione
S ha visto la collaborazione di diversi produttori, tra cui Zodiac, Brandun DeShay, WNDRBRD, Waren Vaughn e Felix Snow. Il genere principale dell'album è l'R&B, anche se non mancano alcune sperimentazioni e variazioni rispetto al genere.

## Promozione
SZA ha promosso lo sforzo discografico tramite un video musicale del brano Ice.Moon, diretto da Lemar e Dauley.

## Registrazione
Nel maggio 2013 SZA dichiarò che stava lavorando con i produttori Holy Other e Emile Haynie, dei quali quest'ultimo aveva già lavorato per delle produzioni discografiche di Lana Del Rey e Kid Cudi. La cantante incontrò Holy Other tramite delle conoscenze comuni e, una volta trovatisi nella stessa stanza, i due iniziarono a lavorare insieme. Allo stesso modo incontrò il produttore Felix Snow, che la aiutò a produrre e realizzare l'album.

## Accoglienza
Successivamente al suo rilascio, S è stato acclamato dalla critica per le capacità canore della cantante, le musiche e la direzione artistica dell'EP.  Adam Kivel, della rivista Consequence, giudicò positivamente l'EP. In particolare, apprezzò la direzione artistica e musicale del prodotto, definendolo "fresco e sincero". Riguardo la cantante, il critico ammise che il coraggio di SZA dimostri "quanto lei sia consapevole dei suoi punti di forza ma, allo stesso tempo, anche di aver bisogno di un potenziale per una crescita e maturazione".

## Tracce
Testi di Solána Imani Rowe.
1. Castles – 3:02
2. Terror.Dome – 4:26
3. Aftermath – 3:38
4. The Odyssey – 3:22
5. Pray – 3:18
6. Ice.Moon – 3:10
7. Wings – 4:26
8. Kismet – 2:47